# کارل-هاینتس هولتسه
کارل-هاینتس هولتسه (به آلمانی: Karl-Heinz Holze) بازیکن فوتبال و هافبک اهل آلمان شرقی بود که از سال ۱۹۵۴ میلادی عضو تیم ملی فوتبال آلمان شرقی بوده‌است. وی در ۱ بازی ملی حضور داشته و در بازی‌های ملی‌اش گلی به ثمر نرساند. کارل-هاینتس هولتسه آخرین بازی ملی خود را در سال ۱۹۵۴ میلادی انجام داد.